# Black Beauty (film, 1994)
Black Beauty är en amerikansk familjefilm från 1994 i regi och manus av Caroline Thompson. Den är en filmatisering av Vackra Svarten av Anna Sewell från 1877.

## Handling
Hästen Black Beauty lever sina första år på den idylliska engelska landsbygden. När han säljs och hamnar i London blir livet betydligt svårare.

## Rollista
- Docs Keepin Time – Black Beauty (röst av Alan Cumming)
- Sean Bean – farmaren Grey
- David Thewlis – Jerry Barker
- Jim Carter – John Manly
- Peter Davison – godsägare Gordon
- Alun Armstrong – Reuben Smith
- John McEnery – Mr. York
- Eleanor Bron – Lady Wexmire
- Peter Cook – Lord Wexmire
- Adrian Ross Magenty – Lord George